# Pitkävuori

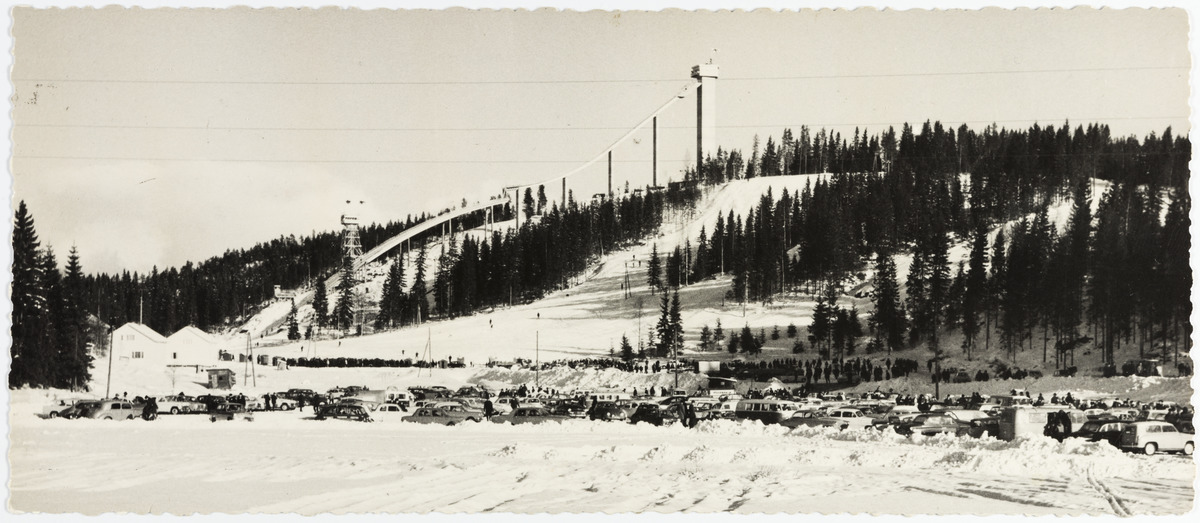
Das Wintersportzentrum mit der Großschanze Pitkävuori und den beiden Skipisten in den 1960er Jahren

Pitkävuori ist ein ehemaliges Wintersportzentrum für Skisprung und Alpin am gleichnamigen Berg Pitkävuori im Siedlungszentrum (taajama) Kaipola der mittelfinnischen Stadt Jämsä. Neben nationalen und internationalen Wettkämpfen in Skisprung wurde die Anlage mit der Großschanze Pitkävuori vor allem als Drehort für einen Werbefilm von Audi bekannt.
Der Ort war seit den 1970er Jahren auch eines der wenigen Zentren für das Drachen- und Gleitschirmfliegen in Finnland.

## Hintergrund und Geschichte

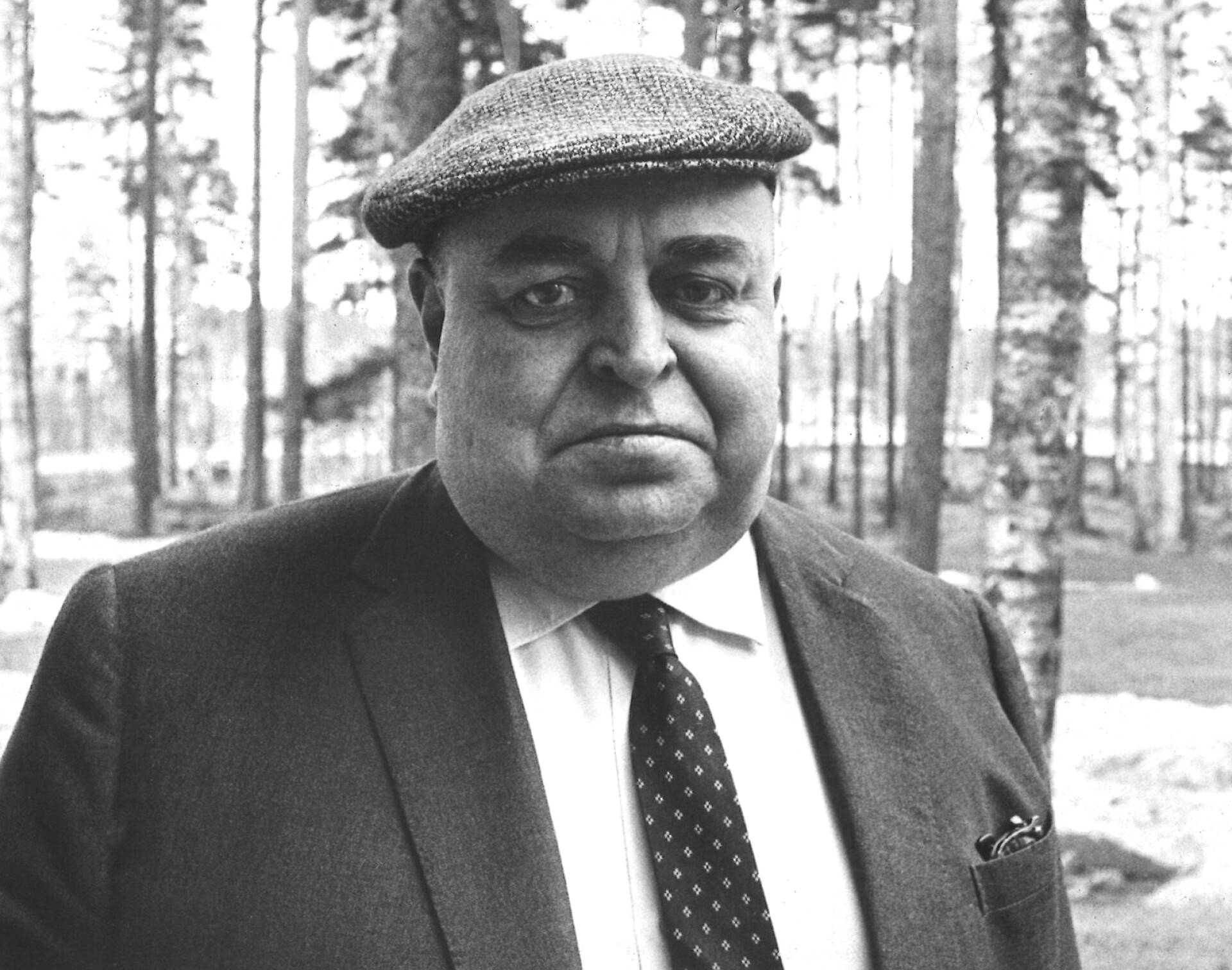
Der finnische Großindustrielle Juuso Walden (1907–1972) hatte die ursprüngliche Idee für die Wintersportanlagen von Pitkävuori

Das ehemalige Wintersportzentrum liegt in Kaipola am 164 Meter hohen Berg Pitkävuori. Das finnische Toponym Pitkävuori ist eine Wortzusammensetzung aus dem Attribut „lang“ (pitkä) als Bestimmungswort und dem Hauptwort „Berg“ (vuori). Die Zusammensetzung „langer Berg“ ist in finnischen Ortsnamen ungewöhnlich, anders als solche Namen wie z. B. „langer Felsen“.
Kaipola ist ein industriell geprägter Ortsteil im Süden von Jämsä an der Mündung des Flusses Jämsänjoki. Die Urbanisierung des ursprünglichen Dorfes begann 1952, als das Unternehmen Yhtyneet Paperitehtaat („Vereinigte Papierfabriken“, heute UPM-Kymmene) dort eine neue Papierfabrik errichtete. Die Einwohnerzahl war zu dieser Zeit auf etwa 700 gestiegen. Aber die Planungen der neu zu bauenden Fabriksiedlung in Kaipola sahen einen Ort mit bis zu 3.500 Einwohnern vor.
Der Plan von Sportanlagen, darunter ein Wintersportzentrum am Berg Pitkävuori, ging auf ein Projekt des „Papierbarons“ Juuso Walden zurück. Der Großindustrielle leitete die Papierfabrik und arbeitete auch mit der Entwicklung des Ortes Kaipola, darunter Sport als Freizeitangebot an die Arbeiter. Besonders förderte er den Leistungssport, und er interessierte sich für die Errichtung einer großen Skisprungschanze.
Die mittlerweile ungenutzte monumentale Großschanze aus Beton beherrscht bis heute die Landschaft und ist gleichzeitig Zeugnis einer Periode, als Skisprungschanzen ein fester Bestandteil der finnischen Dorflandschaft waren.

## Wintersportzentrum
Das gesamte Skizentrum (finnisch Pitkävuoren hiihtokeskus wörtl. „Skizentrum (von) Pitkävuori“) bestand aus zwei Skipisten mit Ankerliften sowie fünf Skisprungschanzen unterschiedlicher Größen.

### Alpine Skianlagen
Die alpinen Skianlagen wurden Anfang der 1960er Jahre angelegt und von Anfang an intensiv genutzt. Hier trainierten u. a. Kalevi Häkkinen, der 1968 die finnische Meisterschaft in der Abfahrt gewann und später mehrmaliger Weltmeister im Geschwindigkeitsskifahren wurde, und Matti Leppänen, in der ersten Hälfte der 1970er Jahre mehrmals finnischer Meister im Slalom und Riesenslalom.

### Skisprunganlagen

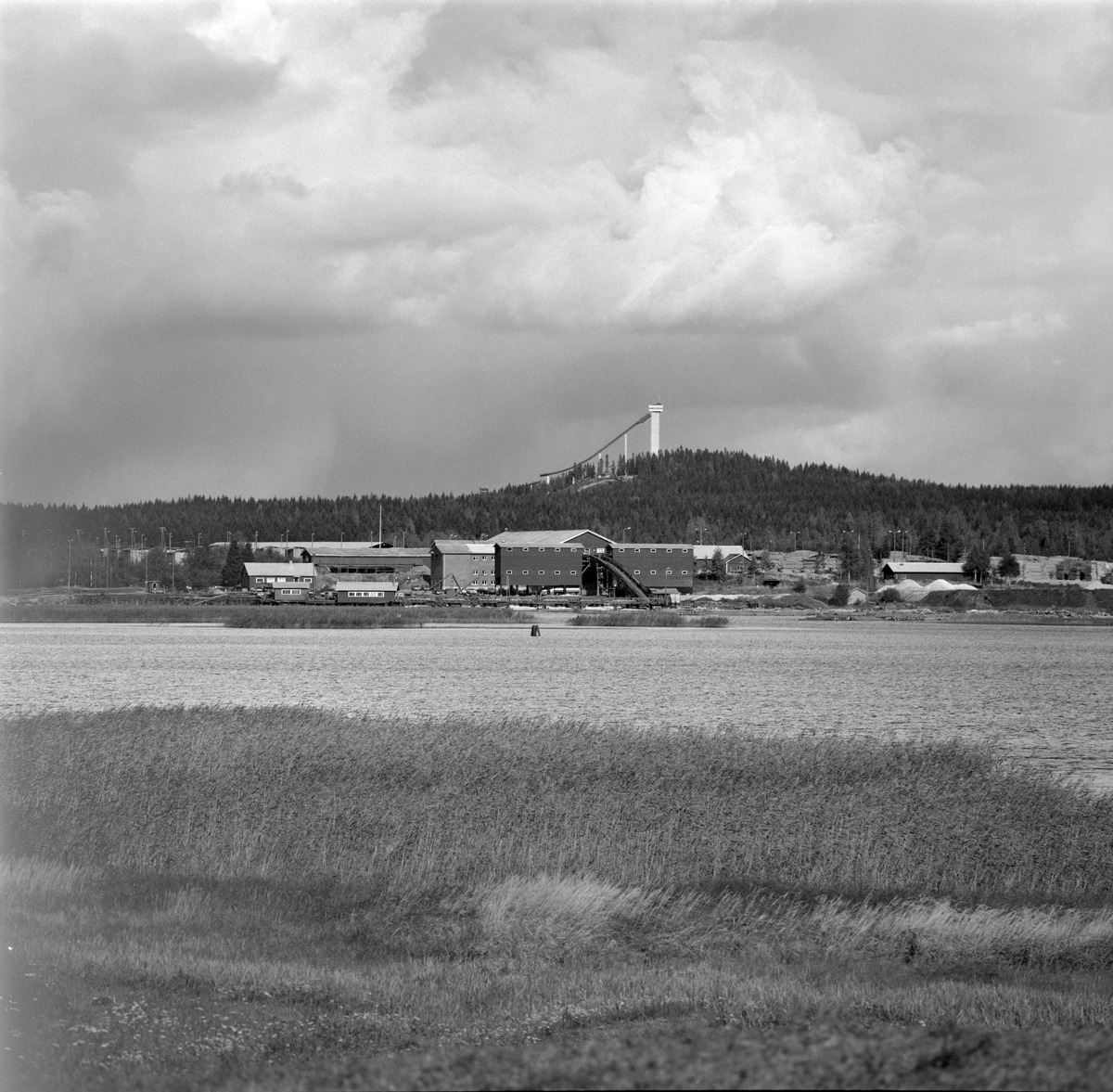
Die 1964 errichtete Großschanze Pitkävuori prägt das Landschaftsbild

Die größte Schanze der Anlage war 1964 als Großschanze gebaut worden. Auf ihr waren Weiten über 100 Meter möglich. Zur gleichen Zeit entstanden vier weitere kleinere Schanzen. Nach ihrem Konstruktionspunkt (K) wurden die einzelnen Schanzen der Anlage als K100, K55, K25, K15 und K8 bezeichnet. Die Eröffnungswettkämpfe fanden am 3. Januar 1965 statt. Auf der K55-Schanze hielt Joonas Asala mit 61 Meter den Schanzenrekord, auf der K25-Schanze Eric Savolainen mit 35 Meter. Im letzten auf der Großschanze ausgetragenen Springen egalisierte der erfolgreiche finnische Springer Toni Nieminen den Schanzenrekord von 111 Metern seines Bruders Sami Nieminen.

### Aufschwung und Niedergang
Internationale Wettbewerbe fanden in Pitkävuori nur dreimal im Skisprung in der zweiten Hälfte der 1960er Jahre statt.
Der alpine Skibetrieb wurde in den 1980er Jahren eingestellt, als mit Himos ein neues und etwas größeres alpines Skigebiet in der Stadt Jämsä gebaut wurde. Ebenfalls in den 1980er Jahren ging Pitkävuori in den Besitz der Stadt Jämsä über. Das Sponsoring des Spitzensports in Kaipola durch die Papierfabrik endete in dieser Zeit. Und das Unternehmen finanzierte auch die Instandhaltung der Skisprunganlagen nicht mehr.
Aufgrund ihrer Windanfälligkeit mussten Wettbewerbe auf der Großschanze öfter ausgesetzt oder verlegt werden. Ebenfalls nachteilig war, dass Jämsä – zwischen den Städten Lahti und Jyväskylä gelegen – mit den dortigen Skisprungzentren Salpausselkä und  Laajavuori in Konkurrenz lag. Daher wurde die Anlage später nicht weiter entwickelt. und schließlich 1994 für den Sportbetrieb geschlossen.
Versuche der Gemeinde, Pitkävuori mit Hilfe von privaten Investoren zu entwickeln, scheiterten. Unter anderem gab es die Idee eines Vergnügungsparks. Zu Begin der 2000er Jahre waren die ehemaligen Skipisten zugewachsen, obwohl die Motoren der Liftanlagen und die Gerüste für das Förderseil nach vorhanden waren. Die beiden kleinsten Schanzen waren zu der Zeit noch in gutem Zustand. Aber der hölzerne Kampfrichterturm der Großschanze wurde am 8. Oktober 2009 durch ein Feuer zerstört.
2006 verkaufte die Stadt einen Teil des Geländes, inklusive der ehemaligen Großschanze, für 29.827,50 Euro an einen Privatunternehmer aus Jämsä. Dessen Vision war es, einen Erlebnispark zu schaffen. Dazu kam es nie, und die Schanze steht wieder zum Verkauf.
Die einzige Straße zu den ehemaligen Sportanlagen wird von einem Telekommunikationsunternehmen instand gehalten, weil das Unternehmen auf dem Turm der ehemaligen Großschanze eine Basisstation betreibt. Ansonsten wurde das Gelände dem Verfall preisgegeben. Ein Abriss der Schanze wurde von der Stadt erwogen, wäre aber technisch aufwendig, und der Stadt sind aufgrund der Besitzverhältnisse des Geländes die Hände gebunden.

## Weitere Sportarten
Am Berg Pitkävuori wurden auch Wettkämpfe in weiteren Sportarten betrieben, darunter Endurosport. So nahm zu Beginn der 1980er Jahre der spätere mehrfache Enduro-Weltmeister Petteri Silván hier im Alter von 9 Jahren an seinem ersten Wettbewerb teil.
Bereits seit den 1970er Jahren wurden die alpinen Skihänge von Pitkävuori sommers zum Hängegleiten genutzt, am Anfang mit selbstgebauten Sportgeräten. 1979 gründete sich der Verein Pitkävuoren Liitäjät („Sturmtaucher Pitkävuori“) für Gleitschirmfliegen und Drachenfliegen. Der Verein wuchs bis 2019 auf etwa 80 Mitglieder. Mehrere von ihnen haben finnische Meisterschaften gewonnen und sind nationale Rekorde geflogen.

## Kaipolan Vire
Die Geschichte des lokalen Sportvereins in Kaipola, Kaipolan Vire („Kondition Kaipola“), steht ebenfalls mit Juuso Walden und seinem Unternehmen in Verbindung. Der Verein wurde am 23. November 1953 in der Werkskantine der Papierfabrik gegründet und entwickelte sich in den 1960er Jahren zu einem Verein für die gesamte Stadt Jämsä. Er war Betreiber der Anlage in Pitkävuori, und die größten von ihm ausgetragenen Wettbewerbe fanden im Skisprungzentrum statt, darunter mehrere finnische Meisterschaften in mehreren Skidisziplinen, neben Skisprung.
Neben Skisport wurde der Verein unter anderem in der Leichtathletik bekannt, weil seine Läufer – vor allem in Staffel- und Mannschaftswettbewerben – eine Zeit lang die nationalen Wettkämpfe dominierten. Die erfolgreichsten Läufer von Vire waren Olavi Salonen, Jouko Kuha, Seppo Nikkari, Matti Huttunen, Erkki Rantala und Esko Siren. Zu den bekannten Athleten des Vereins gehören auch der Olympiateilnehmer im Gewichtheben Aimo Nieminen und der Olympiateilnehmer und alpine Skifahrer Kalevi Häkkinen, der in seiner späten 1960er Jahren mehrere Weltmeisterschaften im Geschwindigkeitsskifahren gewann. Die Ruderer von Vire gewannen 1958 die finnische Meisterschaft.